# Budne (obwód winnicki)
Budne (ukr. Будне) – wieś na Ukrainie, w obwodzie winnickim, w rejonie żmeryńskim, w hromadzie Szarogród. W 2001 liczyła 601 mieszkańców, spośród których 597 wskazało jako ojczysty język ukraiński, 3 rosyjski, a 1 mołdawski.

## Urodzeni
- Illia Hrel